# Sampei
Sampei (釣りキチ三平?, Tsurikichi Sanpei, lett. "Sanpei, il patito della pesca") è un manga di 65 tankōbon realizzato da Takao Yaguchi a partire dal 1973, da cui è stata tratta una serie anime nel 1980. 
L'anime è giunto in Italia, nel 1982, prima su canali regionali, e dopo su Rete 4, con il titolo Sampei o Sampei, il ragazzo pescatore.

## Trama
Sanpei Mihira è un ragazzo di circa tredici anni che ha una grande passione per la pesca. Attraversa il Giappone in lungo e in largo sempre alla ricerca di nuove sfide. In ogni episodio cerca di apprendere il maggior numero di tecniche e segreti per diventare un perfetto pescatore, grazie all'aiuto del nonno paterno Ippei Mihira, con il quale abita, e del suo misterioso maestro Gyoshin Ayukawa: quello che interessa maggiormente a Sanpei non è tanto il successo nella pesca, ma la disciplina interiore per potersi migliorare. Ogni volta Sanpei vuole insegnare il saper perdere ed il saper accettare la superiorità degli avversari. Inoltre, la serie trasmette alcuni valori come il rispetto dell'ambiente soprattutto contro le distruzioni selvagge degli industriali e dei costruttori, l'amore per la natura, la possibilità di riscatto per chi ha sbagliato e l'origine sociale o familiare della malvagità di alcune persone.

## Personaggi
Sanpei Mihira (三平 三平?, Mihira Sanpei)
Doppiato da: Masako Nozawa (ed. giapponese), Oreste Baldini (ed. italiana)
Sampei Nihira nel doppiaggio italiano dell'anime, è il protagonista della serie, un ragazzo di circa tredici anni. Ha la grande passione per la pesca e cerca sempre di apprendere il maggior numero di tecniche e segreti per diventare un perfetto pescatore, grazie all'aiuto di suo nonno paterno Ippei Mihira e del suo maestro Gyoshin Ayukawa. Quello che gli interessa maggiormente non è tanto il successo nella pesca, ma la disciplina interiore per potersi migliorare.
Gyoshin Ayukawa (鮎川魚紳?, Ayukawa Gyoshin, lett. "Trota di Fiume, Signore dei Pesci")
Doppiato da: Nachi Nozawa (ed. giapponese), Massimo Lopez (ed. italiana)
Pyoshin Ayukawa nel doppiaggio italiano dell'anime, è un grande giramondo ed esperto conoscitore delle più sofisticate tecniche di pesca e un maestro/amico di Sanpei Mihira. Un particolare importante nel suo aspetto è la grande cicatrice sull'occhio destro, causata nella sua giovinezza dal padre che stava pescando con la tecnica del surf casting, il quale, durante un lancio dalla spiaggia di notte, non accortosi che il figlio era proprio dietro di lui, arpionò il viso del ragazzo ferendolo irrimediabilmente. Nonostante il tremendo episodio, non abbandona la pesca, ma, al contrario, ne diviene un grande professionista. Di famiglia benestante e agiata, dopo l'incidente, oltre che alla pesca si dedica allo studio, diventando un avvocato qualificatissimo, e alla scherma occidentale con la sciabola. Ciò gli tornerà utile quando rincontra i suoi genitori dopo tanti anni, dove si trova a lottare con tre bricconi e li sconfigge usando una canna da pesca come spada. Rispecchia il personaggio tipico dei fumetti giapponesi che si avvicinano ad una disciplina in seguito ad un episodio determinante della loro vita o della propria famiglia, diventando un grande professionista, e finendo per tramandare la passione ad altri personaggi principali della storia che trarranno grandissimi vantaggi e raggiungeranno traguardi sempre più ambiti grazie ai suoi consigli. Lui e Sanpei si conoscono grazie alla passione in comune per la pesca e si sfidano nel tentativo di catturare una grossa carpa sulle rive di un laghetto nei pressi della casa della nonna di Yuri, grande amica di Sanpei.

## Media

### Manga
Il manga è stato scritto e disegnato da Takao Yaguchi e serializzato dal 1973 al 1983 sulla rivista Weekly Shōnen Magazine. In seguito i vari capitoli sono stati raccolti in sessantacinque volumi tankōbon pubblicati tra il 18 febbraio 1974 e il 16 maggio 1983.
In Italia il manga originale è inedito.

#### Sampei
| Nº | Data di prima pubblicazione | Data di prima pubblicazione | Data di prima pubblicazione |
| Nº | Giapponese                  | Giapponese                  |                             |
| -- | --------------------------- | --------------------------- | --------------------------- |
| 1  | 18 febbraio 1974            | ISBN 4-06-109229-4          |                             |
| 2  | 18 febbraio 1974            | ISBN 4-06-109230-8          |                             |
| 3  | 10 maggio 1974              | ISBN 4-06-109249-9          |                             |
| 4  | 12 settembre 1974           | ISBN 4-06-109268-5          |                             |
| 5  | 29 ottobre 1974             | ISBN 4-06-109272-3          |                             |
| 6  | 10 marzo 1975               | ISBN 4-06-109291-X          |                             |
| 7  | 17 marzo 1975               | ISBN 4-06-109292-8          |                             |
| 8  | 24 giugno 1975              | ISBN 4-06-109302-9          |                             |
| 9  | 10 settembre 1975           | ISBN 4-06-109324-X          |                             |
| 10 | 19 dicembre 1975            | ISBN 4-06-109343-6          |                             |
| 11 | 27 gennaio 1976             | ISBN 4-06-109350-9          |                             |
| 12 | 19 aprile 1976              | ISBN 4-06-109364-9          |                             |
| 13 | 29 giugno 1976              | ISBN 4-06-109379-7          |                             |
| 14 | 29 settembre 1976           | ISBN 4-06-109400-9          |                             |
| 15 | 29 settembre 1976           | ISBN 4-06-109401-7          |                             |
| 16 | 30 novembre 1976            | ISBN 4-06-109416-5          |                             |
| 17 | 12 gennaio 1977             | ISBN 4-06-109419-X          |                             |
| 18 | 30 maggio 1977              | ISBN 4-06-109441-6          |                             |
| 19 | 29 giugno 1977              | ISBN 4-06-109455-6          |                             |
| 20 | 17 agosto 1977              | ISBN 4-06-109464-5          |                             |
| 21 | 14 novembre 1977            | ISBN 4-06-109465-3          |                             |
| 22 | 16 dicembre 1977            | ISBN 4-06-109469-6          |                             |
| 23 | 24 gennaio 1978             | ISBN 4-06-109486-6          |                             |
| 24 | 24 febbraio 1978            | ISBN 4-06-109487-4          |                             |
| 25 | 28 marzo 1978               | ISBN 4-06-109488-2          |                             |
| 26 | 24 maggio 1978              | ISBN 4-06-173505-5          |                             |
| 27 | 19 giugno 1978              | ISBN 4-06-172510-6          |                             |
| 28 | 17 agosto 1978              | ISBN 4-06-172517-3          |                             |
| 29 | 23 ottobre 1978             | ISBN 4-06-172529-7          |                             |
| 30 | 19 dicembre 1978            | ISBN 4-06-172550-5          |                             |
| 31 | 23 gennaio 1979             | ISBN 4-06-173520-9          |                             |
| 32 | 21 febbraio 1979            | ISBN 4-06-173522-5          |                             |
| 33 | 22 marzo 1979               | ISBN 4-06-172570-X          |                             |
| 34 | 23 maggio 1979              | ISBN 4-06-172580-7          |                             |
| 35 | 23 luglio 1979              | ISBN 4-06-172596-3          |                             |
| 36 | 1º agosto 1979              | ISBN 4-06-173534-9          |                             |
| 37 | 18 settembre 1979           | ISBN 4-06-172616-1          |                             |
| 38 | 16 novembre 1979            | ISBN 4-06-172632-3          |                             |
| 39 | 18 febbraio 1980            | ISBN 4-06-172640-4          |                             |
| 40 | 15 maggio 1980              | ISBN 4-06-172666-8          |                             |
| 41 | 18 agosto 1980              | ISBN 4-06-172681-1          |                             |
| 42 | 17 settembre 1980           | ISBN 4-06-172686-2          |                             |
| 43 | 16 ottobre 1980             | ISBN 4-06-173552-7          |                             |
| 44 | 18 novembre 1980            | ISBN 4-06-173554-3          |                             |
| 45 | 15 dicembre 1980            | ISBN 4-06-173558-6          |                             |
| 46 | 16 gennaio 1981             | ISBN 4-06-172716-8          |                             |
| 47 | 18 febbraio 1981            | ISBN 4-06-172724-9          |                             |
| 48 | 16 marzo 1981               | ISBN 4-06-172732-X          |                             |
| 49 | 15 aprile 1981              | ISBN 4-06-173565-9          |                             |
| 50 | 17 giugno 1981              | ISBN 4-06-173569-1          |                             |
| 51 | 17 luglio 1981              | ISBN 4-06-172758-3          |                             |
| 52 | 17 agosto 1981              | ISBN 4-06-172767-2          |                             |
| 53 | 14 ottobre 1981             | ISBN 4-06-172782-6          |                             |
| 54 | 16 dicembre 1981            | ISBN 4-06-172798-2          |                             |
| 55 | 15 dicembre 1981            | ISBN 4-06-173581-0          |                             |
| 56 | 16 marzo 1982               | ISBN 4-06-173583-7          |                             |
| 57 | 15 aprile 1982              | ISBN 4-06-172825-3          |                             |
| 58 | 17 maggio 1982              | ISBN 4-06-172826-1          |                             |
| 59 | 15 luglio 1982              | ISBN 4-06-172845-8          |                             |
| 60 | 16 luglio 1982              | ISBN 4-06-173590-X          |                             |
| 61 | 14 dicembre 1982            | ISBN 4-06-172871-7          |                             |
| 62 | 18 gennaio 1983             | ISBN 4-06-172873-3          |                             |
| 63 | 17 febbraio 1983            | ISBN 4-06-173602-7          |                             |
| 64 | 15 aprile 1983              | ISBN 4-06-172890-3          |                             |
| 65 | 16 maggio 1983              | ISBN 4-06-172897-0          |                             |

#### Sanpei ragazzo pescatore

Copertina del primo volume dell'edizione italiana, raffigurante il protagonista Sanpei.

Una seconda serie intitolata Sanpei ragazzo pescatore (平成版 釣りキチ三平?, Heiseiban tsurikichi Sanpei) sempre ad opera di Takao Yaguchi, è stata serializzata dal 2002 al 2010 sulla rivista June. In questa serie vengono raccontante delle nuove storie ambientate negli anni 2000, con i personaggi rimasti però giovani. I capitoli sono stati poi raccolti in dodici volumi tankōbon pubblicati tra il 15 aprile 2002 ed il 17 maggio 2010.
In Italia la serie è stata pubblicata da Edizioni Star Comics dal 22 giugno al 16 settembre 2004, interrompendosi al quarto volume della versione heisei. Una nuova edizione, dal titolo Sanpei il ragazzo pescatore, è stata annunciata dallo stesso editore ad inizio luglio 2021 ed è stata pubblicata dal 29 giugno 2022 al 18 giugno 2024.
| Nº | Titolo italiano | Data di prima pubblicazione             | Data di prima pubblicazione                              |
| Nº | Titolo italiano | Giapponese                              | Italiano                                                 |
| 1  | Il Kinoshirimasu del lago sotterraneo | 15 aprile 2002 ISBN 978-4-06-334533-9   | 22 giugno 2004 29 giugno 2022 ISBN 978-88-226-2659-2     |
| 1  | Capitoli - 1. Prologo - 2. Wanted - 3. Le terme di Tamagawa - 4. Tentativo di pesca - 5. L'esemplare di Kunimasu - 6. L'origine del nome Kinoshirimasu - 7. Il comitato degli esperti del Kunimasu - 8. Il testamento del nonno - 9. I laghetti gemelli - 10. Il segreto del lato sotterraneo - 11. La campagna svanita - 12. La grande impresa - 13. La zona inesplorata che non compare sulle mappe - 14. Epilogo |                                         |                                                          |
| 2  | Il gigante della Foresta dei Tengu | 15 maggio 2002 ISBN 978-4-06-334544-5   | 22 luglio 2004 31 agosto 2022 ISBN 978-88-226-2963-0     |
| 2  | Capitoli - 1. Prologo - 2. Il misoshiru all'osmunda - 3. La spedizione alla sorgente - 4. Oscurità profonda - 5. La cascata che blocca i salmerini - 6. Il regalo - 7. La dimora nel bosco - 8. La notte supplementare - 9. Il lago segreto della Foresta dei Tengu - 10. Chissà che salterà fuori?! - 11. Pesca impossibile - 12. Il trasferimento dei salmerini - 13. La tentazione del Big Bait - 14. Epilogo    |                                         |                                                          |
| 3  | L'estate degli ayu | 15 ottobre 2002 ISBN 978-4-06-334618-3  | 18 agosto 2004 23 novembre 2022 ISBN 978-88-226-3080-3   |
| 3  | Capitoli - 1. Prologo - 2. Il club Ippei - 3. L'estate degli ayu - 4. Pesca le pietre! - 5. Training, primo passo - 6. Training, secondo passo - 7. Sporcizia imputridita - 8. Rassegnarsi al proprio destino - 9. Laggiù l'arcobaleno... - 10. L'ospite atteso è arrivato - 11. Un palcoscenico senza l'attore principale - 12. L'asso nella manica - 13. Sogno di un giorno di mezza estate - 14. Epilogo         |                                         |                                                          |
| 4  | La diga di Akazawa | 16 luglio 2003 ISBN 978-4-06-334749-4   | 16 settembre 2004 18 gennaio 2023 ISBN 978-88-226-3572-3 |
| 4  | Capitoli - 1. Mansui Mujin - 2. Il padrone della diga Akazawa - 3. Masaharu's Day - 4. La squama a forma di sega - 5. Il terzo testimone oculare - 6. La degustazione - 7. Il sogno del piatto della casa - 8. Nel campo di Tonburi - 9. L'arma segreta - 10. Animale notturno - 11. L'incontro |                                         |                                                          |
| 5  | | 15 gennaio 2005 ISBN 978-4-06-334960-3  | 22 marzo 2023 ISBN 978-88-226-3864-9                     |
| 6  | | 10 marzo 2005 ISBN 978-4-06-334975-7    | 24 maggio 2023 ISBN 978-88-226-4053-6                    |
| 7  | | 11 maggio 2005 ISBN 978-4-06-372022-8   | 19 luglio 2023 ISBN 978-88-226-4164-9                    |
| 8  | | 16 novembre 2005 ISBN 978-4-06-372095-2 | 27 settembre 2023 ISBN 978-88-226-4283-7                 |
| 9  | | 17 ottobre 2007 ISBN 978-4-06-372367-0  | 20 dicembre 2023 ISBN 978-88-226-4404-6                  |
| 10 | | 16 gennaio 2009 ISBN 978-4-06-375635-7  | 26 marzo 2024 ISBN 978-88-226-4531-9                     |
| 11 | | 16 aprile 2010 ISBN 978-4-06-375904-4   | 23 aprile 2024 ISBN 978-88-226-4677-4                    |
| 12 | | 17 maggio 2010 ISBN 978-4-06-375921-1   | 18 giugno 2024 ISBN 978-88-226-4835-8                    |

### Anime

Sanpei Mihira nella sigla di apertura

La serie televisiva è stata realizzata dalla Nippon Animation nel 1980 per un totale di 109 episodi. Le sigle originali sono rispettivamente Wakaki tabibito (若き旅人?) (apertura) e Ore wa tsurikichi Sanpei da (おれは釣りキチ三平だ?) (chiusura); entrambi i brani sono stati cantati da MoJo.
In Italia è stato trasmesso per la prima volta nel 1982 su Retequattro e su varie emittenti locali. Negli anni novanta è stato replicato sulle reti Videomusic e TMC, quest'ultima all'interno del programma Zap Zap con una nuova sigla ed intitolato Sampei, il nostro amico pescatore. Dal 1998 al 2005, Sampei è stato il programma più importante di Europa 7, con repliche frequenti in diverse fasce orarie. Dal 2005 però non è più stato trasmesso da nessun canale italiano.
L'edizione italiana presenta due differenti sigle; la prima è Sampei (L. Macchiarella - D. Meakin. M. Fraser), interpretata dai Rocking Horse e pubblicata da RCA nel 1982. La seconda è Sampei, il nostro amico pescatore (F. Berlincioni - S. Amato), interpretata da Silvio Pozzoli, impiegata nell'edizione Videomusic/TMC.
Per quanto riguarda la pubblicazione in home video, esistono quattro versioni differenti: la prima prodotta dalla Mondo Home Entertainment durante gli anni 2000 (VHS e DVD in 18 volumi, ormai fuori catalogo), la seconda dalla Hobby & Work dal 2008 (in 36 DVD); e la terza prodotta dalla Yamato Video a partire dal 2014 in varie edizioni, distribuita anche nelle edicole in allegato al quotidiano La Gazzetta dello Sport. L'ultima è la versione compatta in 2 box, sempre Yamato Video, uscita tra la fine del 2023 e gennaio 2024.

#### Doppiaggio
| Personaggio                     | Doppiatore originale | Doppiatore italiano               |
| ------------------------------- | -------------------- | --------------------------------- |
| Sanpei Mihira                   | Masako Nozawa        | Oreste Baldini                    |
| Ippei Mihira                    | Kôhei Miyauchi       | Diego Michelotti                  |
| Yuri Takayama                   | Fuyumi Shiraishi     | Antonella Baldini                 |
| Gyoshin Ayukawa                 | Nachi Nozawa         | Massimo Lopez                     |
| Masaharu Kase                   |                      | Rodolfo Bianchi Giorgio Borghetti |
| Capitano Hakab                  |                      | Lino Troisi                       |
| Joji                            |                      | Vittorio Di Prima                 |
| Mister Marvin                   |                      | Gabriele Carrara                  |
| Aiko                            |                      | Laura Boccanera                   |
| Shinji Akaneya                  |                      | Massimo Rossi                     |
| Yumi                            |                      | Silvia Pepitoni                   |
| Shiro                           |                      | Oliviero Dinelli                  |
| Mokutaru                        |                      | Mario Milita                      |
| Alaska Grizzly                  |                      | Vittorio Di Prima                 |
| Goro                            |                      | Riccardo Rossi                    |
| Keita                           |                      | Massimo Rossi                     |
| Hitoshi Samejima                |                      | Marco Guadagno                    |
| Padre di Goro                   |                      | Mario Milita                      |
| Kujiro o Pescatore di Matsugoro |                      | Giorgio Piazza                    |
| Sam Watson                      |                      | Riccardo Rossi                    |
| Helen Watson                    | Rihoko Yoshida       | Susanna Fassetta                  |
| Sanshiro                        |                      | Rodolfo Bianchi                   |

Altri doppiatori dell'edizione in italiano: Mario Milita, Fabrizio Manfredi, Carlo Croccolo, Giuliano Santi, Carlo Allegrini, Laura Boccanera, Giorgio Borghetti, Giorgio Locuratolo, Gastone Pescucci, Fabrizio Mazzotta, Riccardo Garrone, Sergio Matteucci, Francesca Palopoli

### Film
Nel 2009 uscì un lungometraggio live action diretto da  Yōjirō Takita ed intitolato Tsurikichi Sanpei (釣りキチ三平?, Tsurikichi Sanpei), il quale funge da remake dell'anime.

## Videogiochi
Sono stati realizzati tre titoli videoludici basati sulla serie di Sampei, e tutti usciti solo in Giappone.
I primi due furono sviluppati per l'home computer MSX2 da Cross Media Soft e pubblicati dalla JVC tra il 1988 e il 1989, ovvero Tsurikichi Sanpei - Burū Mārin-hen (釣りキチ三平ブルーマーリン編?) e Tsurikichi Sanpei - Tsuri Sen'nin-hen (釣りキチ三平釣り仙人編?). Il terzo e ultimo venne prodotto da Vingt-et-un Systems, pubblicato dalla Bandai nel 2002 sulla console PlayStation col nome di Tsurikichi Sanpei - The Tsuri (釣りキチ三平 THE 釣り?), come 9° volume dell'antologia Simple Series 2000 (SIMPLEキャラクター2000シリーズ?, SIMPLE Kyarakutā 2000 Shirīzu) di D3 Publisher.